# Regione Albula
La regione Albula è una regione del Canton Grigioni, in Svizzera, istituita il 1º gennaio 2016 quando nel cantone le funzioni dei distretti e quelle dei circoli, entrambi soppressi, sono stati assunti dalle nuove regioni; il territorio della nuova regione Albula coincide in gran parte con quello del vecchio distretto dell'Albula.
Ha una popolazione di poco più di 8 000 abitanti.
La regione confina con le regioni Plessur a nord, Prettigovia/Davos a nord-est, Maloja a sud-est e Viamala a ovest. Il capoluogo è Albula.

## Geografia fisica
La massima elevazione della regione è il Piz Kesch (3 418 m). Altre cime principali comprendono il Piz Platta (3 392 m), il Piz d'Err (3 378 m) ed il Piz Ela (3 339 m). Tutte queste montagne appartengono alle Alpi dell'Albula oppure alle Alpi del Platta.
Il corso d'acqua principale della regione è l'Albula, affluente del Reno Posteriore, che ha come tributari il Giulia (dalla Val Sursette) ed il Landwasser. Il percorso dell'Albula è rallentato dalla diga di Solis, nel territorio comunale di Albula.
Lungo il Giulia, nei pressi del passo omonimo, si trova il lago artificiale di Marmorera; un bacino artificiale si può trovare tra Valbella e Lenzerheide e prende il nome di Igl Lai.

## Infrastrutture e trasporti

### Strade
La strada cantonale numero 3 (Castasegna-Basilea) attraversa il territorio da Silvaplana a Coira passando per Tiefencastel (Albula) e per i passi del Giulio (Julierpass) e di Lenzerheide (Lenzerheide).
Altre strade collegano poi Coira con Thusis, La Punt Chamues-ch in Engadina (lungo il passo dell'Albula) e Davos.

### Ferrovie
La regione è servita da due linee della Ferrovia Retica:
- Ferrovia dell'Albula: stazioni di Tiefencastel, Filisur, Bergün/Bravuogn e Preda.
- Ferrovia Davos-Filisur: stazione di Filisur.

## Geografia antropica
La regione Albula è divisa in 6 comuni, elencati di seguito in ordine alfabetico:
| N° | Stemma | Nome           | Abitanti | Superficie in km² |
| -- | ------ | -------------- | -------- | ----------------- |
| 1  |        | Albula/Avra    | 1310     | 93.93             |
| 2  |        | Bergün Filisur | 905      | 190.14            |
| 3  |        | Lantsch/Lenz   | 535      | 21.81             |
| 4  |        | Vaz/Obervaz    | 2780     | 42.51             |
| 5  |        | Schmitten      | 234      | 11.32             |
| 6  |        | Surses         | 2356     | 324               |

Il comune di Mutten, precedentemente parte del distretto dell'Albula, è stato assegnato alla regione Viamala in concomitanza dell'istituzione delle nuove regioni, il 1º gennaio 2016.

### Fusioni
- 2018: Bergün, Filisur → Bergün Filisur